# The Idle Rich
The Idle Rich er en amerikansk stumfilm fra 1921 af Maxwell Karger.

## Medvirkende
- Bert Lytell som Samuel Weatherbee
- Virginia Valli som Mattie Walling
- John Davidson som Dillingham Coolidge
- Joseph Harrington som O'Reilly
- Thomas Jefferson
- Victory Bateman som Mrs. O'Reilly
- Leigh Wyant som Jane Coolidge
- Max Davidson